# سردها (سرآب)
سردها یکی از روستاهای استان آذربایجان شرقی است که در بخش مرکزی شهرستان سرآب واقع شده‌است.اهالی این روستا مسلمان و دارای مذهب شیعه میباشند.
این روستا زادگاه علامه امینی نویسنده دايره المعارف الغدیر است.
از دیدنی های این روستا می توان به مسجد امام زمان اشاره کرد. 